# کریستوفر لویک
کریستوفر لویک (به انگلیسی: Christopher Jorebon Loeak) (زاده ۱۱ نوامبر ۱۹۵۲)، رئیس‌جمهور وقت جمهوری جزایر مارشال از ژانویه ۲۰۱۲ تا ژانویه ۲۰۱۶ به مدت یک دوره ۴ ساله بود.
وی وزیر دادگستری بین سالهای ۱۹۸۸ تا ۱۹۹۲، وزیر خدمات اجتماعی از سال ۱۹۹۲ تا ۱۹۹۶، وزیر آموزش و پرورش، وزیر زنجیرهٔ Ralik، وزیر کمک در سال ۲۰۰۸ و عضو پارلمان این کشور (نیتیجِلا) بوده‌است.

## انتخابات ریاست جمهوری
لویک در انتخابات ریاست جمهوری ۲۰۱۱، توانست با کسب ۲۱ رای در مقابل رئیس‌جمهور وقت، Jurelang Zedkaia با کسب ۱۱ رای از سوی پارلمان، شکست دهد.

## فعالیت‌های سیاسی

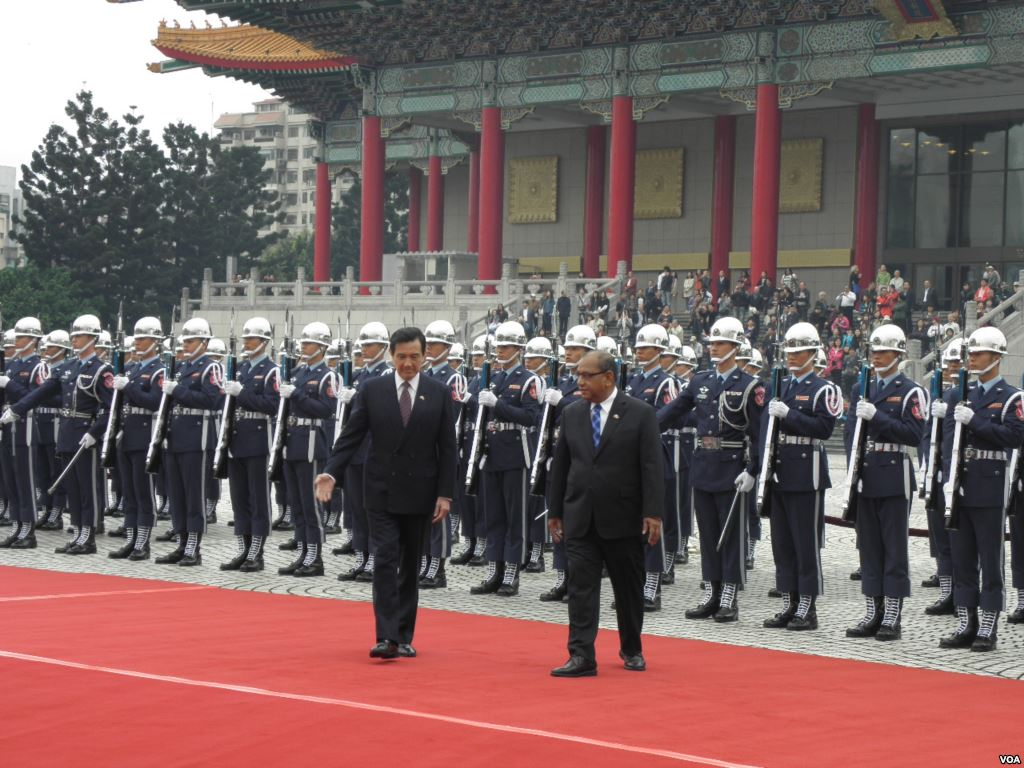
رئیس جمهور ما یینگ جئو از جمهوری چین و گارد افتخاری نیروی هوایی جمهوری چین از رئیس جمهور کریستوفر لویک از جزایر مارشال استقبال کردند. این ساختمان واقع در نزدیکی تئاتر ملی است.

لویک در سال ۱۹۸۵ عضو نیتیجِلا (Nitijela) (پارلمان) که ۳۳ عضو دارد، شد. او در کابینه رئیس‌جمهور آماتا کابوآ (Amata Kabua)، وزیر دادگستری بین سالهای ۱۹۸۸ تا ۱۹۹۲ بود و در سال ۱۹۹۲، وزیر خدمات اجتماعی شد و تا سال ۱۹۹۶ زمانی که Kunio Lemari رئیس‌جمهور موقت پس از مرگ آماتا کابوآ شد، بود و پس از آن به مدت دو سال وزیر آموزش و پرورش شد.
پس از آن در کابینه رئیس‌جمهور وقت، ایماتا کابوآ (Imata Kabua) که در سال ۱۹۹۷ سوگند یاد کرد، وزیر زنجیرهٔ Ralik (زنجیره‌ای از جزایر این کشور که در سال ۱۹۹۸ بنا شده) به مدت یک سال شد.
او طی مدتی در پارلمان این کشور به عنوان یک عضو فعال در زمینه‌های مختلف بسیاری از کمیته‌های آن فعالیت داشت، از جمله روابط قوه قضائیه و دولت، حساب عمومی، بهداشت، درمان و آموزش و پرورش و خدمات اجتماعی (که او رئیس این کمیته شد)، امور خارجه و تجارت، تخصیص منابع و توسعه حمایت بین‌المللی، صلح، امنیت و حفاظت از محیط زیست. او همچنین عضو کنوانسیون دوم و سوم قانون اساسی نیز بود.
لویک بخشی از تیم مذاکره کننده با ایالات متحده برای توسعه اجاره بخش مارشالی سایت آزمایش دفاعی موشک بالستیک رونالد ریگان (مرکز آزمایش دفاع موشکی آمریکا و برنامه‌های تحقیقاتی فضایی در اقیانوس آرام) بود که پس از هشت سال بن‌بست در مذاکرات، دولت جزایر مارشال به پرداخت ۳۲ میلیون دلار در عوض گسترش اجاره در این سایت موافقت کرد.
لویک مجدداً در سال ۲۰۰۷ عضو نیتیجِلا (پارلمان) شد و دوباره در سال ۲۰۰۸، وزیر کمک در کابینه  Litokwa Tomeing شد.